# Водный автобус по каналу Пхасичарен
Водный автобус по каналу Пхасичарен — транспортный сервис по перевозке пассажиров по каналу Пхасичарен по территории кхета Пхасичарен и Бангкхе в западной части Бангкока, Таиланд, бывший элемент системы водного транспорта Бангкока.

## История
По сведениям мэрии Бангкока рассматривались 28 проектов развития водного транспорта в Бангкоке, в итоге было выбрано три проекта: по каналу Пхасичарен, по каналу Пхракханонг и расширение существующего маршрута на канале Сэнсэп. 
В апреле 2014 года начал работать маршрут водного автобуса по каналу Пхасичарен. Целью проекта является снижение транспортной нагрузки на дорожную сеть столицы. Для района Пхасичарен в момент старта эта проблема стояла не очень остро. Для привлечения пассажиров и оценки перспективности сервиса был использован длительный бесплатный тестовый период. Мэрия через Krungthep Thanakom, организатора перевозок, первоначально выделила компании Subthananakorn Limited Partnership 39 миллионов батов на первые 7 месяцев действия сервиса.
Всего на маршруте предполагалось использовать 10 лодок вместимостью 60 сидящих пассажиров. Скорость ограничена 10 км/ч, что снижает привлекательность сервиса, однако это обязательное условие, чтобы не создавать сильное волнение в узком канале, по краям которого расположены жилые здания. На каждой лодке установлено устройство фиксирования скорости лодки на основе GPS. Каждый из 15 пирсов планировалось оснастить 4 камерами видео-наблюдения, на каждом пирсе должен дежурить сотрудник службы безопасности. Маршрут водного автобуса по каналу Пхасичарен использовался для отработки стратегии развития общественного водного транспорта. В тестовый период менялось и расписание и количество лодок. От станции Bang wa построен пешеходный крытый проход к пирсу. В 2015 году на этот переход длиной 245 метров было выделено 50 миллионов батов. Также организована велопарковка.
С 2014 по 2016 год ежемесячный пассажиропоток колебался от 32 до 73 тыс.чел.
В первой половине 2016 года были добавлены 6 новых фиберглассовых лодок для транспортировки пассажиров от канала Бангкок Яи до станции  BTS  Банг Ва. В них так же была установлена система видеонаблюдения, вместимость — 40 человек. Маршрут работал в тестовом режиме бесплатно.
В 2017 году от станции  BTS  Банг Ва до пирса "P4" был построен надземный крытый пешеходный коридор "Skywalk" длиной 255 метров и шириной 5 метров. Стоимость проекта составила около 70 млн. батов.
В июле 2018 года движение по маршруту вновь стало бесплатным на один месяц в честь дня рождения короля Таиланда.
С 31 июля 2018 был организован дополнительный маршрут по каналу Пхасичарен до пирса Ват-Кампэнг-Бангчак по выходным дням. За два предыдущих тестовых дня им воспользовались 469 человек.
С 26 октября 2018 года введена система патрулирования полицией для безопасности пассажиров и контроля качества работы персонала.
По состоянию на 2018 год основной маршрут состоит из 15 пирсов, проезд стоит 15 батов независимо от расстояния. 11 километров лодки проходят за 55 минут. Маршрут действует по будним дням утром (с 6 до 9) и вечером (с 16 до 19-15). Маршрут обслуживают 12 лодок с интервалом движения 20 минут. По выходным отправляются с конечных остановок раз в час с 7 до 18. В день по билетам линией пользуются 900 пассажиров. Для оплаты можно использовать карту «Rabbit».

### Развитие
Ведется строительство еще 4 дополнительных пирсов стоимостью 7,863,000 батов на уже существующем маршруте.
- Петчакасем 41
- Петчакасем 53
- Та Мубан Суксан
- Та Бан Кхинг

### Перспективы
Планируется продление линии на запад от конечной станции еще на 5 км.

## Остановки
| Код | Русское Название         | Английское название            | Тайское название     | Пересадка                                       |
| --- | ------------------------ | ------------------------------ | -------------------- | ----------------------------------------------- |
| P1  | Пратунам Пхасичарен      | Pratunam Phasi Charoen Pier    | ท่าเรือประตูน้ำภาษีเจริญ   |                                                 |
| P2  | У Ротме Сай 9            | U Rot Ma Sai 9                 | ท่าเรืออู่รถเมล์สาย 9     | (конечная автобуса номер 9)                     |
| P3  | Прачарат                 | Pracha Rath Bridge Pier        | ท่าเรือประชารัฐ         |                                                 |
| P4  | Сапхан Таксин — Печкасем | Taksin Bridge-Petchakasem Pier | ท่าเรือบางหว้า          | BTS Банг Ва (действует), MRT Банг Ва (строится) |
| P5  | Ват Анг Кеу              | Wat Ang Kaew                   | ท่าเรือวัดอ่างแก้ว        |                                                 |
| P6  | Петчакасем 31            | Petchakasem 31                 | ท่าเรือเพชรเกษม 31     | MRT Печкасем 48 (строится)                      |
| P7  | Ват Ранг Буа             | Wat Rang Bua                   | ท่าเรือวัดรางบัว         |                                                 |
| P8  | Петчакасем 35            | Petchakasem 35                 | ท่าเรือเพชรเกษม 35     |                                                 |
| P9  | Петчакасем 37            | Petchakasem 37                 | ท่าเรือเพชรเกษม 37     |                                                 |
| P10 | Петчакасем 39            | Petchakasem 39                 | ท่าเรือเพชรเกษม 39     |                                                 |
| P11 | Ват Нимманоради          | Wat Nimmanoradee               | ท่าเรือวัดนิมมานรดี       |                                                 |
| P12 | Касет — Банг Кхе         | Kaset-Bang Khae                | ท่าเรือเกษตร-บางแค     |                                                 |
| P13 | Сапхан Канчанаписек      | Kanchanaphisek Bridge          | ท่าเรือสะพานกาญจนาภิเษก |                                                 |
| P14 | Ват Муанг                | Wat Muang Pier                 | ท่าเรือวัดม่วง           |                                                 |
| P15 | Петчакасем 69            | Phetchakasem 69 Pier           | ท่าเรือเพชรเกษม 69     |                                                 |

## Достопримечательности
В результате развития систем рельсового транспорта близлежащие районы активно застраиваются современными жилыми комплексами. Однако вдоль канала много интересных мест для посещения — храмы, рынки:
- храмовый комплекс Ват Пак Нам Пхази Чарун с большой ступой и музеем и расположенными рядом Ват Кхун Чан, Ват Абсонсаван Воравихан, Ват Праду Чимпхли, Ват Нуаннорадит (Пирс 1);
- Ват Ниммонаради с прилегающим рынком (Пирс 11);
- Mae Thap Thim Shrine (Пирс 13);
- Ват Мыанг 1823 года постройки (Пирс 14);
- на конечной станции можно посетить рынок Клонг Кванг (Пирс 15).[10]

## Закрытие
1 января 2022 года маршрут был закрыт. Лодки пришвартованы на конечной станции. Причиной закрытия послужили проблемы с поставками топлива из-за строительства дамбы на месте заправки. Также одним из факторов стала низкая популярность сервиса у населения. В апреле 2022 года, в рамках предвыборной кампании Чатчат Ситтипан обозначил важность развития водного транспорта и необходимость дополнительного изучения способов восстановления движения общественного транспорта по каналу, однако, в период после победы на выборах движение так и не было восстановлено.